# Hora Unirii

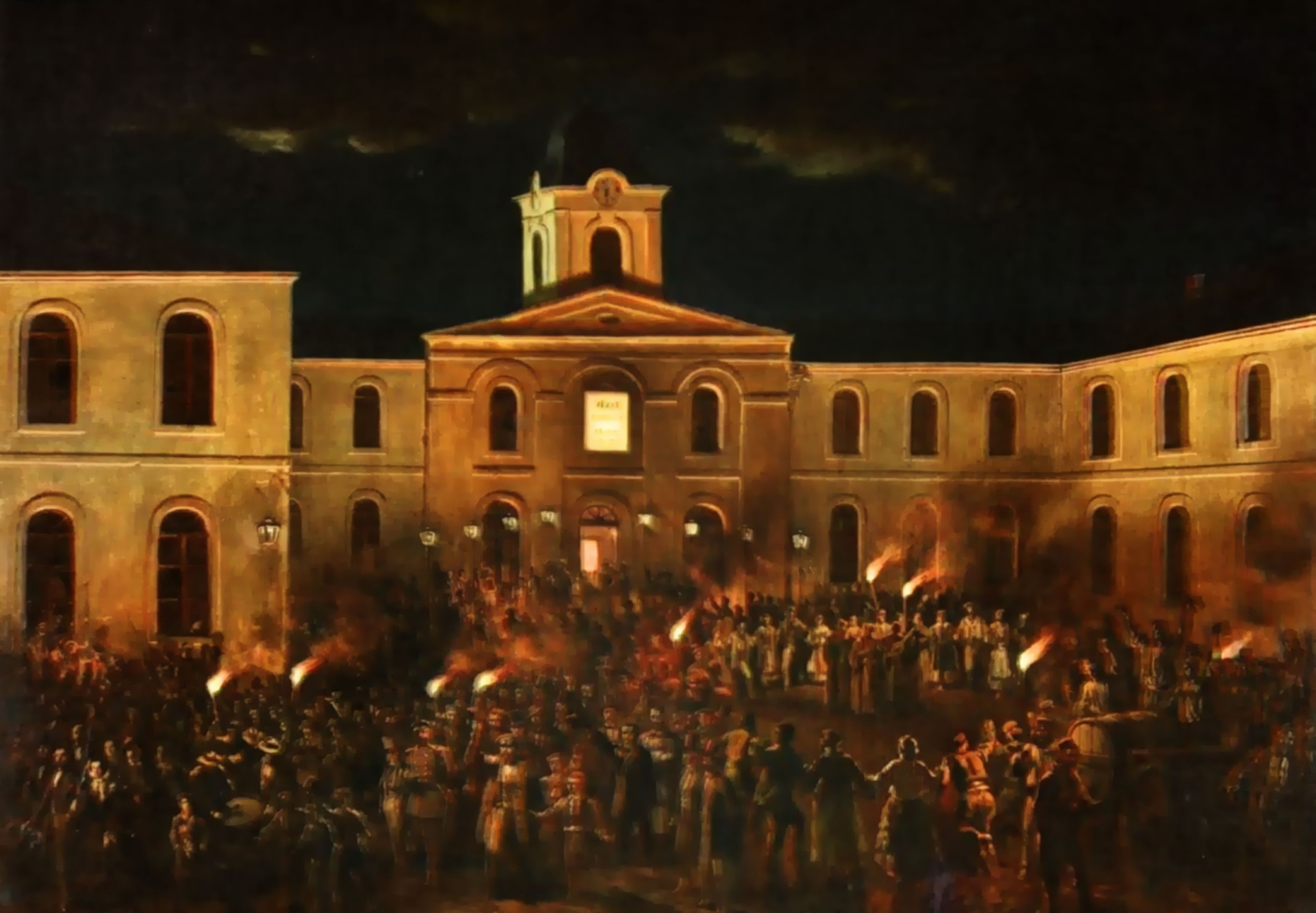
Theodor Aman - „Hora Unirii la Craiova”

Hora Unirii este o poezie de Vasile Alecsandri, publicată pentru prima dată în 1856, în Steaua Dunării, revista lui Mihail Kogălniceanu, titlul original fiind Hora Unirei. Se cântă mereu pe data de 24 ianuarie, când s-au unit Moldova și Țara Românească, sub domnia lui Alexandru Ioan Cuza. Muzica a fost compusă de Alexandru Flechtenmacher.

## Versurile
Hai să dăm mână cu mână 

Cei cu inima română,

Să-nvârtim hora frăției

Pe pământul României!

Iarba rea din holde piară!

Piară dușmănia-n țară!

Între noi să nu mai fie

Decât flori și omenie!

Măi muntene, măi vecine

Vino să te prinzi cu mine

Și la viață cu unire

Și la moarte cu-nfrățire!

Unde-i unul nu-i putere

La nevoi și la durere

Unde-s doi puterea crește

Și dușmanul nu sporește!

Amândoi suntem de-o mamă

De-o făptură și de-o seamă,

Ca doi brazi într-o tulpină

Ca doi ochi într-o lumină.

Amândoi avem un nume,

Amândoi o soartă-n lume.

Eu ți-s frate, tu mi-ești frate,

În noi doi un suflet bate!

Vin' la Milcov cu grăbire

Să-l secăm dintr-o sorbire

Ca să treacă drumul mare

Peste-a noastre vechi hotare,

Și să vază sfântul soare

Într-o zi de sărbătoare

Hora noastră cea frățească

Pe câmpia românească!

### Multimedia
- „Hora Unirii” interpretată de Maria Tănase (montaj TVR)